# Oboźny
Oboźny – urząd, funkcja związana z zakładaniem obozów wojskowych, harcerskich itp., ich zaopatrzeniem oraz utrzymywaniem w nich porządku.

## Oboźni
- oboźny koronny – urząd dworski I Rzeczypospolitej
- oboźny polny koronny – urząd wojskowy w Królestwie Polskim i Rzeczypospolitej szlacheckiej
- oboźny ziemski (powiatowy) - urząd ziemski w Wielkim Księstwie Litewskim;
- oboźny wojsk zaporoskich - ataman koszowy;
- oboźny pułkowy w pułku (kureniu) kozackim;
- oboźny - drugi po komendancie lub zastępcy komendanta, kierownik obozu harcerskiego lub kolonii zuchowej, przełożony służby obozowej, odpowiedzialny za porządek w obozie i za organizację zajęć;
- Wielki Oboźny - tytuł Romana Dmowskiego jako szefa Wielkiej Rady Obozu Wielkiej Polski.

## Oboźny nadworny, oboźny wielki, oboźny polny
Oboźny (łac. praefectus castrorum) - w dawnym wojsku polskim wyższy rangą oficer, a jednocześnie urzędnik centralny. Początkowo powoływany doraźnie w związku z daną wyprawą (np. Bitwa pod Grunwaldem), następnie od XVI w. urząd stały. Jako członek sztabu mianowany przez hetmana, a od 1776 r. przez króla. W czasie marszu wyszukiwał odpowiednie miejsce na obozowisko, nadzorował zakładanie, urządzanie, a następnie zwijanie obozu. Dowodził taborem, pilnował porządku w obozie oraz w trakcie marszu, prowadził własny wywiad i zwalczał wywiad nieprzyjaciela. W XVII w. wraz z profosem kierował pracami rodzącej się wówczas żandarmerii polowej.
Początkowo oboźny był przede wszystkim specjalistą od zakładania obozów, niekiedy warownych. Gdy król brał udział w wyprawie i stawał w obozie, powoływany na czas wyprawy oboźny nadworny przejmował obowiązki stanowniczego, który był kwatermistrzem królewskim. W XVII w. obok oboźnych polnych pojawili się oboźni wielcy. Jako wyżsi oficerowie (na drodze awansu znajdowali się zwykle między regimentarzem a strażnikiem) dowodzili niekiedy wyższymi jednostkami taktycznymi zwanymi dywizjami.
Urząd istniał oddzielnie dla Litwy i Korony: oboźny wielki koronny, oboźny wielki litewski, oboźny polny koronny, oboźny polny litewski. Prawdopodobnie oboźni wielcy działali przy królu, a oboźni polni przy hetmanie.
W XVIII w. urząd stał się tytularnym, pełnionym często przez ludzi niezwiązanych z wojskiem, mimo to w 1775 r. oboźni zostali dopuszczeni do udziału w sądach Departamentu Wojskowego Rady Nieustającej.

### Oboźni koronni
- Zyndram z Maszkowic - oboźny wojsk polskich;
- Stanisław Karwicki, oboźny koronny, dworzanin i ulubieniec króla Zygmunta Augusta;
- Mikołaj Daniłowicz – oboźny koronny (1606–1609);
- Adam Wojciech Przyjemski, d. 1644, oboźny koronny, poseł, kasztelan gnieźnieński;
- Stefan Czarniecki - oboźny wielki koronny (od 1654 r.)
- Samuel Jerzy Kalinowski (zm. 1652);
- Andrzej Potocki - zm. 1663;
- Stanisław Jabłonowski, 1661, późniejszy hetman;
- Aleksander Soboniewski, oboźny hetmana koronnego, przełożył fragmenty Biblii na język polski, pustelnik w Grodzisku (zm. w 1674 r.);
- Samuel Leszczyński (1637-1676) oboźny koronny, wojewoda dorpacki;
- Stanisław Karol Jabłonowski 1701;
- Jerzy Marcin Ożarowski - oboźny wielki koronny do 1742;
- Prokop Lipski (zm. 1758; chorąży poznański, oboźny wielki koronny, starosta śremski od 1742 r.);
- Jakub Błędowski - pułkownik wojsk królewskich, późniejszy generał major wojsk saskich, oboźny polny koronny;
- Michał Suffczyński (1718-1795), oboźny polny kor., kasztelan czerski, konfederat barski;
- Jan Lipski - oboźny wielki koronny, generał
- Ignacy Witosławski z Sielca, oboźny polny koronny od 1778 - poseł od 1788 (województwo podolskie)
- Kazimierz Krasiński - oboźny wielki koronny od 1763 r. (ostatni)
- Jan Duklan Grocholski - oboźny polny koronny od 1790 r.

### Oboźni litewscy
- Paweł Jan Sapieha - oboźny wielki litewski (1638-1656), potem hetman;
- Samuel Osiński - oboźny wojsk litewskich od 1645 r.,
- Tomasz Kazimierz Sapieha - oboźny litewski 1649-1654;
- Michał Obuchowicz - oboźny wielki litewski (dostał się do niewoli rosyjskiej pod Mleczem/Prużaną 26 stycznia 1660 r.);
- Samuel Aleksander Komorowski (zm. 1659);
- Michał Kazimierz Pac - oboźny litewski, w 1660 r. dowódca dywizji żmudzkiej, dywizji lewego skrzydła), potem hetman;
- Jerzy Karol Chodkiewicz (1646-1691);
- Albrycht Konstanty Ciechanowiecki - oboźny wielki litewski 1664-1675;
- Bonifacy Teofil Pac - oboźny litewski od 1676 r.;
- Ludwik Pociej (†1771); oboźny wielki litewski 1744
- Aleksander Michał Sapieha - oboźny litewski od 1748 r., późniejszy hetman;
- Kazimierz Adrian Massalski - (†po 1776), oboźny wielki litewski 1750, syn Michała Józefa, hetmana wielkiego litewskiego;
- Leonard Pociej (†1774); oboźny wielki litewski 1752
- Michał Łopot (2 poł. XVIII w.) oboźny wielki litewski; marszałek ziemski, poseł;
- Fryderyk Józef Moszyński - oboźny wielki litewski od 1770
- Józef Judycki - oboźny wielki litewski (1774-1776), generał;
- Michał Jan Borch h. Trzy Kawki, oboźny litewski (1781), generał;
- Aleksander Michał Pociej (1774-1846); oboźny wielki litewski 1793
- Karol Prozor - oboźny litewski (ostatni w dziejach)

Lista płac sztabu generalnego z 1793

## Oboźny ziemski
Oboźny ziemski (powiatowy) - urząd ziemski w Wielkim Księstwie Litewskim, związany z funkcjonowaniem pospolitego ruszenia. Dość odległy w hierarchii urzędów ziemskich. Oboźnym powiatowym był m.in.
Karol Korsak - oboźny połocki, ojciec Tadeusza Korsaka.
- Popis szlachty lidzkiej. ornatowski.pl. [zarchiwizowane z tego adresu (2007-03-14)]. z 1765 r. z nazwiskami czterech oboźnych powiatowych, w tym dwóch tytularnych: oboźny starodubowski (starodubski) i oboźny derbski (derpski) (zob. urzędy fikcyjne).